# Inu × Boku SS
Inu × Boku SS (яп. 妖狐×僕SS Ину Боку Сикурэтто Са:бису, Пёс и я: Секретная служба) — японская манга, написанная и иллюстрированная Кокоа Фудзиварой. Позже, на основе сюжета манги, студией David Production был выпущен аниме-сериал. 12 серий впервые транслировались по каналу MBS с 12 января по 29 марта 2012 года. Сериал был лицензирован компанией Sentai Filmworks для показа на территории США.

## Сюжет
Действие происходит в элитном жилом доме под названием Майсон де Аякаси (яп. メゾン・ド・章樫 Мэдзон до Аякаси), или же просто Аякасикан (яп. 妖館), где могут жить только люди, предком которого был Ёкай. К каждому жителю приставлен тайный агент, который обязан ценой своей жизни защищать хозяина. Главная героиня — Риритиё Сиракиин, родом из благородной семьи, переезжает в Аякасикан в надежде найти там покой и научиться ладить с окружающими, но к ней, как оказалось, был приставлен СС — Соси Микэцуками, который вынуждает девушку согласиться на заключение контракта СС самостоятельно.

## История
Уже с давних времён появилось поверье, что демон в клане является залогом счастья и дальнейшей удачи семейства. Так, каждый ребёнок клана, в котором течет кровь предка-демона становился неким сокровищем, для него создавали королевские условия, такая же участь ждала и их детей. Почти каждый японский клан и сегодня имеет одного члена семьи с кровью демона, так большинство главных героев являются своего рода полу-демонами, выходцами из знатных кланов, которые захотели стать самостоятельными, и поэтому поселились в Аякасикане.
Но в некоторых кланах, откуда, например, был родом Соси, считалось, что потомка демона не следует облагать заботой и вниманием, а достаточно лишь держать под замком в течение всей его жизни.

## Список персонажей
Риритиё Сиракиин (яп. 白鬼院 凜々蝶 Сиракиин Риритиё:) — главная героиня сериала; человек, в чьих жилах течёт кровь Ёкая. Она родом из старинной благородной семьи Сиракиин. Переселилась из особняка клана в Аякасикан, в квартиру 4. Риритиё полагает, что не сможет найти общий язык с окружающими из-за своего характера.
У Риритиё есть вредная привычка грубить и унижать всех подряд, хотя на самом деле она хочет измениться и ведёт внутреннюю борьбу с собой (в детстве её облагали фальшивой «любовью», и она понимала эту неискренность, у неё не было по-настоящему близких людей. После случая, когда её (будучи ещё маленькой) облили водой и морально ранили, девочка замкнулась в себе и начала часто грубить). По приезде в Аякасикан её начинает сопровождать Микэцуками Соси и настойчиво ухаживать за ней, пользуясь природной хитростью. Будучи уверенной, что это из-за её происхождения, Риритиё поначалу отвергала «надоедливого» СС и не доверяла ему. Но после многих событий, связанных с ним, хозяйка и слуга сблизились, и Риритиё поняла, что по-настоящему любит Соси. В демонической форме у Риритиё появляется короткое кимоно и рога. Она неплохо владеет нагинатой. Невеста Кагэро. В детстве переписывалась с вымышленным Кагэро. Позже узнала, что за него писал Микэцуками.
По сюжету манги Риритиё кончает жизнь самоубийством после того, как были убиты Соси, Нобара и Карута. Позже она перевоплощается, но теряет память о прошлом. Однако, увидев своего друга Соринодзуку из прошлой жизни, она вспоминает отрывки из своего прошлого, своего СС — Соси, но понимает, что её возлюбленный уже не тот.
Сэйю: Рина Хидака
Со́си Микэцуками (яп. 御狐神 双熾 Микэцуками Со:си) — личный телохранитель (СС) Риритиё, родом из благородного клана. Одним из его предков был Кицунэ (девятихвостый лис). Он добровольно становится СС Риритиё и наделяет её пристальным вниманием и любовью, вплоть до того, что признаётся, что все его умения и способности существуют для того, чтобы угодить новой хозяйке. Однако, поначалу, Риритиё это лишь действует на нервы.
По мнению Кагэро, в Соси скрыт жуткий садистский потенциал. Всё детство провёл под замком и для того, чтобы выйти на свободу, начал флиртовать с женщинами: сначала со служанками, а потом и с хозяйкой клана. Так, позже он попадает в семью Кагэро и становится его слугой (однажды Кагэро попросил его написать ответ на письмо Риритиё, с этого момента началась их переписка, изменившая весь характер Соси). После многих событий в Аякасикан обрёл друзей и возлюбленную (Риритиё). В демонической форме у Соси появляются лисьи белые уши и 9 хвостов, при этом он одет в белое кимоно.
По сюжету манги Микэцуками жертвует жизнью ради Риритиё, в попытке защитить её от главы банды демонов. После перерождения он не помнит о своём прошлом. Становится ещё более услужлив по отношению к Риритиё.
Сэйю: Юити Накамура
Рэнсё Соринодзука (яп. 反ノ塚 連勝 Соринодзука Рэнсё:) — иттан-момэн, при людях принимает человеческий облик с тату на лице. У него лёгкий и простой характер, и он дружит с Риритиё. Соси называет его «старший брат» после того, как Рэнсё в шутку попросил так его называть. Его личный телохранитель — Нобара.
Он единственный, кого не убила банда демонов, и во второй части манги ему уже 41 год.
Сэйю: Ёсимаса Хосоя
Нобара Юкинокодзи (яп. 雪小路 野ばら Юкиноко:дзи Нобара) — агент СС, личный телохранитель Рэнсё. Она же Юки-онна. В человеческой форме носит очки. Помешана на моде и милых девочках. Часто пристаёт к Риритиё и без ума от её чёрных длинных чулок.
Её убивает банда демонов в возрасте 22 лет, когда она пыталась отыскать пропавшую Каруту, и по сюжету второй части манги она перерождается как ученица средней школы (14 лет).
Сэйю: Ёко Хикаса
Кагэро Сёкиин (яп. 青鬼院 蜻蛉 Сёкиин Кагэро) — официальный жених Риритиё. Бывший хозяин Соси. Якобы раньше переписывался с Риритиё (хотя на самом деле за него писал Соси). Очень эксцентричный и самовлюблённый демон, носит всегда маску на лице. Помешан на БДСМ и делит всех на мазохистов и садистов, причём под его характеристику попадают даже неодушевлённые объекты. Угрозы в его сторону воспринимает как часть садисткой игры. Он очень редко появляется в доме, но не даёт никому покоя, когда прибывает в Аякасикан. В демонической форме у него появляются небольшие рога, как у Риритиё, и чёрное кимоно. Хорошо владеет своим оружием.
Он умирает по сюжету манги с остальными, пытаясь найти убийцу Соси, и после перерождения живёт в Аякасикан в квартире 7.
Сэйю: Томокадзу Сугита
Карута Роромия (яп. 髏々宮 カルタ Роромия Карута) — агент СС, личный телохранитель Кагэро. Она же гасадокуро (гигантский скелет). Молодая девушка с розовыми волосами, которая всегда что-то ест и, сколько бы ни съела, остаётся голодной. Очень спокойная и задумчивая, но при опасных ситуациях её реакция возрастает во много раз. Она учится в одном классе с Риритиё и Банри, причём последнего часто выручает из различных ситуаций. Вследствие нападения ёкаев, она попросила Ватануки убить её, если она больше не сможет вернуться в человеческую форму. Обожает лобстеров и отлично готовит.
Как и остальных, по сюжету манги её убивают, и после реинкарнации она является двадцатилетней девушкой. У неё короткие волосы и большая грудь.
Сэйю: Кана Ханадзава
Банри Ватануки (яп. 渡狸 卍里 Ватануки Банри) — полу-человек и Ёкай. Очень нервный и импульсивный. Любит угрожать всем подряд, особенно Соси и Риритиё. Однако на самом деле очень слабый и безобидный. Так его демоническая форма — крошечный тануки. Также он поневоле превращается в зверька в припадке ярости. Может создавать своих клонов, чтобы ввести в заблуждение врага. В детстве над ним издевались Дзангэ, Кагэро и Соси из-за его беспомощности при перевоплощении. Особенно ненавидит Соси за то, что тот когда-то назвал его кавайным. В школе пытается быть сильным и не проявлять признаков слабости. Влюблён в Каруту и комплексует из-за того, что потенциально слабее её, но всё равно стремится защитить её.
По сюжету манги он умирает вместе с остальными, и в следующей жизни становится учеником средней школы, а также агентом СС.
Сэйю: Такуя Эгути
Дзангэ Нацумэ (яп. 夏目 残夏 Нацумэ Дзангэ) — агент СС, личный телохранитель Банри. На лице всегда имеет загадочную улыбку. Дзангэ полу-человек и демон. Он носит на голове кроличьи уши. Может узнать всё о человеке при одном взгляде на него, о прошлом и даже будущем, однако никогда не говорит о грядущем напрямую, а любит давать полезные советы и предостерегать. В любых ситуациях остаётся спокойным. В прошлом обитал вместе с Соси в особняке Кагэро. Любит организовывать игры и соревнования, а также во время разъяснений показывать картинки с зайчиками.
По сюжету манги Дзангэ умирает в 24 года от болезни после того, как погибает Соси. В его перерождении ему 21 год.
Сэйю: Мамору Мияно

## Музыка
Открытие
«Nirvana» (яп. ニルヴァーナ Нирувана) исполняли: Mucc
Концовка
1. «Rakuen no Photograph» (яп. 楽園のPhotograph) исполнял: Юити Накамура
2. «Kimi wa» (яп. 君は) исполняла: Рина Хидака
3. «One Way» исполняли: Такуя Эгути и Мамору Мияно
4. "SM Hantei Forum" (яп. SM判定フォーラム) исполнял: Томокадзу Сугита
5. «Sweets Parade» исполняла: Кана Ханадзава
6. «Тaiyou to Tsuki» (яп. 太陽と月) исполняли: Ёсимаса Хосоя и Ёко Хикаса